# Avinyó
Avinyó – gmina w Hiszpanii, w prowincji Barcelona, w Katalonii, o powierzchni 62,81 km². W 2011 roku gmina liczyła 2328 mieszkańców, a w 2013 roku była zamieszkiwana przez 2316 osób. Znajduje się w prowincji Barcelona i na Comarca Bages.